# Logistisches Assistenzsystem
Ein logistisches Assistenzsystem (LAS) (englisch: decision support systems) ist ein rechnergestütztes Hilfsmittel, um Problemlösungsprozesse im logistischen Umfeld von Experten zu unterstützen und das Wissen des Menschen über logistische Abläufe und Zusammenhänge in einem System zu integrieren. Dabei haben logistische Assistenzsysteme nicht die Intention, dem Experten die Entscheidungen abzunehmen, vielmehr sollen sie Experten durch geeignete Hilfestellungen in dem Entscheidungsprozess unterstützen. Logistische Assistenzsysteme beinhalten auf eine konkrete Aufgabe zugeschnittene Funktionen und Bedienungsabläufe und präsentieren dem Benutzer transparente, verständliche und bewertbare Informationen. Logistische Assistenzsysteme sind im Unternehmensumfeld vielfältig realisiert. Da noch kein einheitlicher Standard über den Aufbau von logistischen Assistenzsystemen existiert, wird im Folgenden der Ansatz eines Entwicklungsleitbildes für die Skizzierung der Kernkomponenten und -funktionen verwendet.

## Entwicklungsleitbild eines logistischen Assistenzsystems
Für ein einheitliches Entwicklungsleitbild für logistische Assistenzsysteme ist es notwendig, die Funktion der Informations- und Methodenbasis, die Abgrenzung innerhalb der Mensch-Maschine-Schnittstelle sowie die Einsatzgebiete von Assistenzsystemen zu beschreiben.

### Informations- und Methodenbasis
Die Informations- und Methodenbasis ist Teil eines Koordinationssystems und besteht aus der abgebildeten Realität in einem Modellsystem. Hierzu wird aus der Realität der als relevant bezeichneter Ausschnitt in einem Modell abgebildet. Dieses manipulierbare Modell ist Grundlage für den störungsbezogenen Entscheidungsprozess, der über eine informelle Rückkopplung auf das Produktionssystem und damit auf die Realität rückwirkt. Die Methodenbasis für die Assistenzsysteme besteht aus einer manipulierbaren Abbildung der Realität, einem Systemlastmodell, einer Wissensbasis, einem Lenkungsmodell, einem Aufgabenmodell, einem Prozessmodell und einem Einflussmodell.

### Mensch-Maschine-Schnittstelle
Die Definition der Mensch-Maschine-Schnittstelle kann analog dem Grad der Arbeitsteilung zwischen Mensch und Maschine (i.S. degrees of automations) definiert werden. Die zu verrichtenden Arbeiten sind folgende:
1. Erzeugen und Aufbereiten (inkl. Filtern) von Informationen: Dies beinhaltet die Analyse und die Integration der Daten, um den menschlichen Operateur in seinen begrenzten kognitiven und wahrnehmungsbezogenen Fähigkeiten zu unterstützen. Der Prozess geht über die Registration von Input-Daten i.S. einer Acquisition Automation hinaus.
2. Erzeugen von Alternativen: Dieser Prozess beschreibt die Transformation von Daten in Entscheidungsalternativen. Hierbei werden mehrere Entscheidungsalternativen generiert, aus dem der Mensch eine oder mehrere auswählen kann.
3. Bewerten von Alternativen: Die Entscheidung für eine bestimmte Alternative kann durch ein Assistenzsystem dadurch unterstützt werden, dass es eine Bewertung aller möglichen Alternativen vornimmt. Diese Bewertung erfolgt anhand von Kriterien, die der Mensch zuvor festgelegt hat.
4. Auswählen von Alternativen: In diesem Prozess wird eine Alternative ausgewählt, d. h. die Entscheidung wird getroffen.
5. Überwachen/Monitoring der Entscheidungsausführung: Bei dieser Art der Entscheidungsunterstützung wird die getroffene Entscheidung bezüglich der Einhaltung zuvor festgelegter Zielkriterien überwacht.
6. Kontrollieren der Entscheidungsausführung: Das Kontrollieren von Prozessen der Entscheidungsausführung geht über das Feedbackverfahren hinaus. So schließt das Assistenzsystem nicht nur Reaktionen ein, in denen der Mensch aufgefordert wird, Aufgaben zu erledigen, die die Durchführung der von ihm getroffenen Entscheidung voraussetzen, sondern ist zudem auch darauf gerichtet, die ausgewählte Entscheidung zu prüfen sowie ihre Revision zu empfehlen. Diese Empfehlung kann so weit reichen, dass die vom Menschen beabsichtigte Entscheidung nicht ausgeführt werden kann.

### Einsatzgebiete
Eine Unterteilung des Einsatzgebietes kann in drei Teilgebiete vorgenommen werden:
Strategische Gestaltung (Strategic Network Design)
Hierzu gehören Aufgaben der Standortplanung, der Gestaltung von Transportnetzen sowie der Layoutplanung von Lager- und Produktionsstandorten.
Taktische Planung (Supply Chain Planning)
Hierzu gehören Aufgaben der Absatzplanung, der Produktionsplanung, der Distributions- und Transportplanung sowie der Beschaffungsplanung.
Operative Steuerung (Supply Chain Execution)
Hierzu gehören Aufgaben der Auftragsabwicklung, der Transportüberwachung (Tracking and Tracing) sowie des Behältermanagements.
Diese drei Teilgebiete können auf die drei grundsätzlichen Ebenen des logistischen Handelns angewendet werden, indem Systeme, Standorte oder Netzwerke mit einem Assistenzsystem unterstützt werden. Diese sind wiederum anwendbar auf drei Teilprozesse der betrieblichen Leistungserstellung in einem Unternehmen: Beschaffung(-slogistik) und Distribution(-slogistik) sowie Produktion(-slogistik).
Nicht nur in diesen klassischen Unternehmensbereichen lassen sich logistische Assistenzsysteme einsetzen: Auch in Großprojekten wie umfangreichen Bauvorhaben oder der Vorbereitung Olympischer Spiele zeigen (simulationsbasierte) logistische Assistenzsysteme ihren Nutzen.

## Forschung und Entwicklung
Die Herausforderung eines logistischen Assistenzsystems liegt in der Zustandserkennung, der Unterstützung der Entscheidungsfindung sowie der Durchsetzung in Form einer auf das Unternehmensziel ausgerichteten Ausbalancierung der z. T. gegensätzlichen Zielstellungen eines Produktionssystems zur Erreichung einer hohen Logistikleistung sowie niedriger Logistikkosten. Neue Zielstellungen logistischer Assistenzsysteme betreffen ökologische Fragestellung, Methoden zur Risikovermeidung und der Verknüpfung inner- (Intralogistik) und überbetrieblicher (Supply Chain Management) Fragestellungen. Zudem gewinnt das Thema Industrie 4.0 an Bedeutung und eröffnet im Kontext logistischer Assistenzsysteme neue Perspektiven und Freiheitsgrade.
Forschungsprojekte aus dem Logistikumfeld, die logistische Assistenzsysteme weiterentwickeln sind u. a. folgende:
- InKoRISK – Integrierte Terminierung und Transportplanung unterstützt durch kollaboratives Risikomanagement in der Automobilindustrie: Entwicklung eines logistischen Assistenzsystems zur Reduktion von Bestandsrisiken in Umschlagspunkten
- E²Log – Energieeffizienz in Logistik und Produktion: Integration einer ökologischen Bewertung in das logistische Assistenzsystem ECO2LAS, das mit dem elogistics award 2011 ausgezeichnet wurde[4]
- SCE – Supply Chain Execution: Ressourcenschonende und effiziente Zuordnung von Holzbrettern zu Aufträgen in der Möbelindustrie[5]
- VILOMA – Visual Logistics Management: Intuitive Aufbereitung von Informationen mehrerer Logistikpartner zur Unterstützung der Planung und Steuerung der Prozesse in der Supply Chain[6]